# 博茨瓦纳议会
博茨瓦纳议会（英語：Parliament of Botswana）是博茨瓦纳的国家立法机关，由总统和国民议会组成。博茨瓦纳议会实行一院制。还另外设有酋长院，为议会有关部落和传统事务的咨询机构。
但与其他议会制国家不同的是，议会直接选举总统作为博茨瓦纳共和国议会制度的国家元首和政府首脑。（而不是同时有一个象征性的总统和一个作为政府首脑拥有真正权力的总理）。總統任期五年，原没有连任限制，1997年憲法修正案規定，最多連任兩屆。
博茨瓦纳是自结束殖民统治以来非洲大陆上仅有的两个一直举行自由公正选举的国家之一（另一个是毛里求斯），该国自1966年独立以来举行的历次选举，皆未发生任何严重腐败事件。